# Hôtel des Menus-Plaisirs
Hôtel des Menus-Plaisirs je městský palác v Paříži v 9. obvodu v ulici Rue du Conservatoire. Dnes zde sídlí Conservatoire national supérieur d'art dramatique (Národní konzervatoř dramatického umění).

## Historie
Palác byl postaven v roce 1763 a byl sídlem královského úřadu Intendance de l'Argenterie, Menus Plaisirs et Affaires de la Chambre du roi (zhruba Ředitelství stolování, zábavy a záležitostí královské komory), po kterém získal své jméno. Tento úřad zajišťoval a organizoval královské ceremonie, oslavy a zábavy pro královský dvůr. V roce 1824 se zde usídlila Francouzská akademie umění založená roku 1816. Poté palác sloužil jako sklad obřadního zařízení a divadelních kulis královského dvora, budova také hostila École royale de chant et de déclamation (Královská škola zpěvu a přednesu). Zároveň zde v letech 1784-1911 sídlila Conservatoire de musique et de déclamation (Konzervatoř hudby a přednesu), pak se konzervatoř přestěhovala do ulice Rue de Madrid. V roce 1946 se konzervatoř rozdělila na Conservatoire de musique (Hudební konzervatoř) a Conservatoire d'art dramatique (Konzervatoř dramatického umění), která se opět přesunula do paláce a sídlí zde dodnes.